# دبليو. غودفري هنتر
دبليو. غودفري هنتر (بالإنجليزية: W. Godfrey Hunter)‏ هو دبلوماسي وسياسي أمريكي، ولد في 25 ديسمبر 1841 في المملكة المتحدة، وتوفي في 2 نوفمبر 1917 في الولايات المتحدة. حزبياً، نشط في الحزب الجمهوري. وقد انتخب سفير وانتخب عضو مجلس النواب الأمريكي.